# Кавалерович, Ежи
Е́жи Франци́шек Кавалеро́вич (пол. Jerzy Franciszek Kawalerowicz; 19 января 1922, Гвоздец — 27 декабря 2007, Варшава) — польский кинорежиссёр.

## Биография
Ежи Кавалерович родился 19 января 1922 года в небольшом городке Гвоздец (ныне Коломыйский район Ивано-Франковской области Украины) в армянской семье (по отцовской линии). Обучаясь в Академии художеств в Кракове (получил диплом в 1948 году), окончил кинокурсы (1946). Был ассистентом режиссёра на съёмках фильмов «Запрещённые песенки» (1947, реж. Леонард Бучковский) и «Последний этап» (1948, реж. Ванда Якубовска). В 1956—1968 годах — организатор, а с 1972 года — художественный руководитель творческого кинообъединения «Кадр», где были отсняты многие знаменитые произведения польского кино — от «Пепла и алмаза» Вайды до картины «Ва-банк» Махульского. Член ПОРП (1954—1990). Один из основателей и первый председатель Союза польских кинематографистов (1968—1978). В 1998 году Кавалеровичу было присуждено звание doctor honoris causa парижской Сорбонны.

## Творчество
В художественном кинематографе дебютировал в 1951 году фильмом «Община» (совместно с К. Сумерским). В следующих картинах режиссёра: «Целлюлоза», «Под Фригийской звездой» (1954, приз МКФ в Карловых Варах) и особенно в фильме «Тень» (1956) заметно стремление отступить от канонов социалистического реализма. Являлся одним из выразителей идей неформального художественно-социального направления 1950-х — 1960-х годов в национальном кино Польши, так называемой Польской школы кинематографа.
Наиболее значительные картины Кавалеровича — «Поезд» (в советском прокате «Загадочный пассажир», 1959, приз МКФ в Венеции; приз МКФ в Лондоне); «Мать Иоанна от ангелов» (1961) и «Фараон» (1965, по роману Болеслава Пруса). Во всех трёх фильмах снялась Люцина Винницка (в «Фараоне» ей досталась небольшая роль).
Снял камерную психологическую картину «Игра», историческую реконструкцию «Смерть президента» (о недолгом правлении и гибели первого президента Польши Габриэля Нарутовича), сагу о расстрелянных казаками в начале Первой мировой войны галицийских хасидах «Аустерия», фильм «Узник Европы» о последних годах жизни Наполеона, «За что?» (по повести Льва Толстого) и «Камо грядеши» (по роману Генрика Сенкевича).

## Фильмография
- 1952 — Община / Gromada
- 1953 — Целлюлоза / Celuloza
- 1954 — Под фригийской звездой / Pod gwiazdą frygijską
- 1956 — Тень / Cień
- 1957 — Настоящий конец большой войны / Prawdziwy koniec wielkiej wojny
- 1959 — Загадочный пассажир / Pociąg
- 1961 — Мать Иоанна от ангелов / Matka Joanna od aniolów 
Специальный приз жюри на МКФ в Каннах
- 1966 — Фараон / Faraon, по роману Болеслава Пруса
- 1968 — Игра / Gra
- 1971 — Магдалина / Maddalena
- 1978 — Смерть президента / Śmierć prezydenta 
Приз Серебряный медведь за выдающийся вклад в искусство на МКФ в Берлине
- 1980 — Встреча в Атлантике / Spotkanie na Atlantyku
- 1983 — Аустерия / Austeria
Приз «Золотой Лев» на национальном кинофестивале в Гданьске
- 1989 — Узник Европы / Jeniec Europy
- 1991 — Дети Бронштейна / Bronsteins Kinder
- 1996 — За что? / Za co?
- 2001 — Камо грядеши / Quo vadis?